# アンペルマン

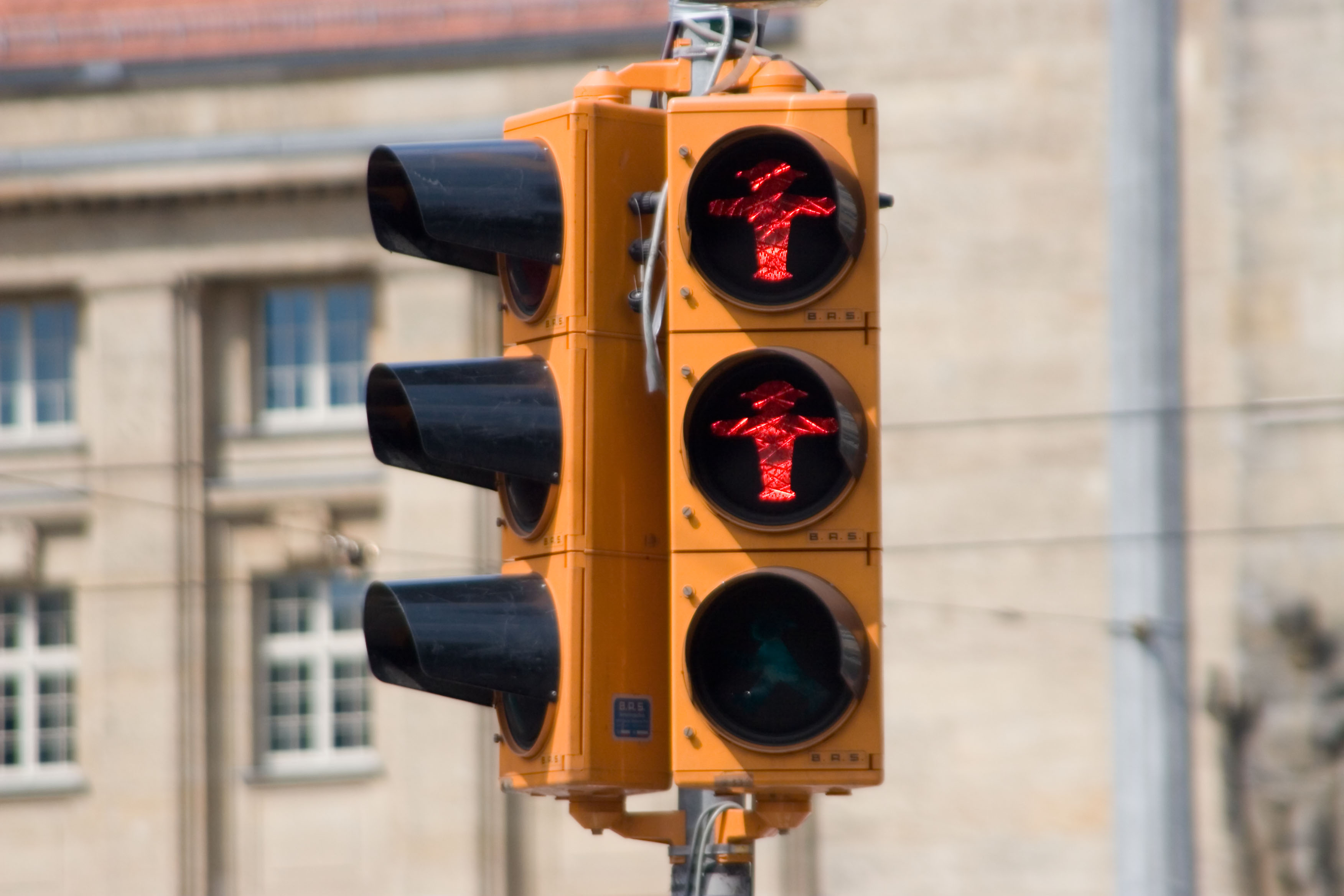
赤アンペルマン、2005年7月、ドレスデンにて

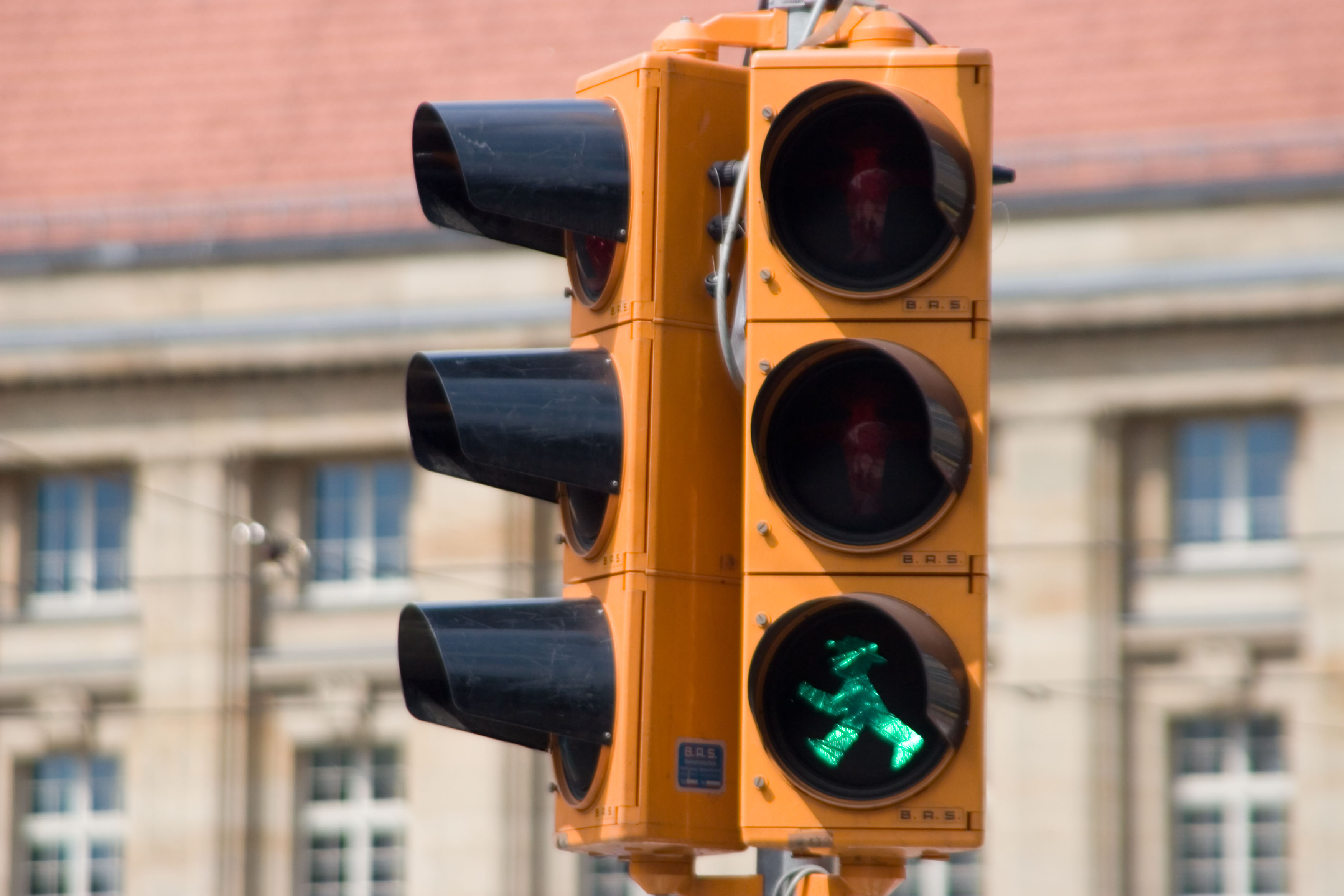
青アンペルマン、2005年7月、ドレスデンにて

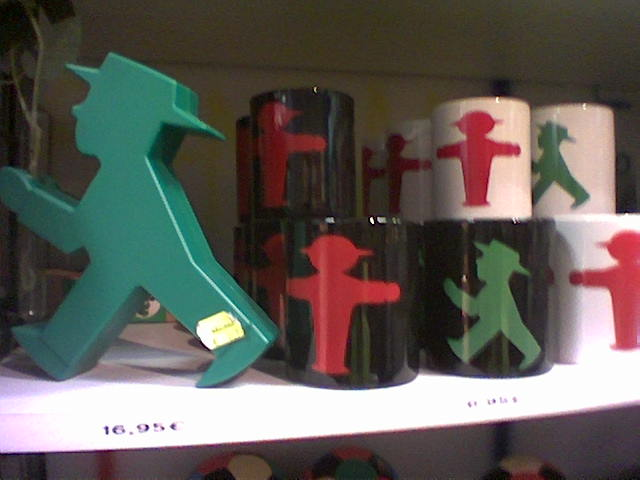
みやげ物として売られている

アンペルマン（独: Ampelmännchen, Ampelman）とは、旧東ドイツの歩行者信号機で使われていた人の形のマークの名前。

## 概要
アンペルマンは1961年、東ドイツの交通心理学者カール・ペグラウによってデザインされ、検討の後、1969年に東ベルリンの都心に登場した。1970年には公的に歩行者用信号として認められ、次第に東ドイツ各地へと広がっていった。
ドイツ再統一に伴い、当初は西ドイツで使用されていた信号機に置き換えられる予定だった。しかし、かわいらしいデザインに親しみを感じ、また歩行者信号機として優れたデザインであることを生みの親カール・ペグラウ博士と若きデザイナーのマルコス・ハックハウゼンが「アンペルマンを救え」とメディアにも働きかけ、アンペルマンの撤去を免れ、現在ではドイツの首都ベルリン州の正式制定歩行者信号機となった。
2000年代の光源のLED化に際してもデザインが承継され、2015年現在では旧西ベルリンも含め、ベルリンの80%以上の信号機が、東生まれのアンペルマンになっている。またリューベック、ハイデルベルク、シュトゥットガルトなど旧西ドイツ各地でもアンペルマンを使用した信号機が設置されている。
アンペルマンは、ステッカーやマグカップなど600種のグッズがアンペルマン・ベルリンから販売されており、ベルリンや旧東ドイツ各地のお土産として世界的な人気を博している。

## アンペルフラウ

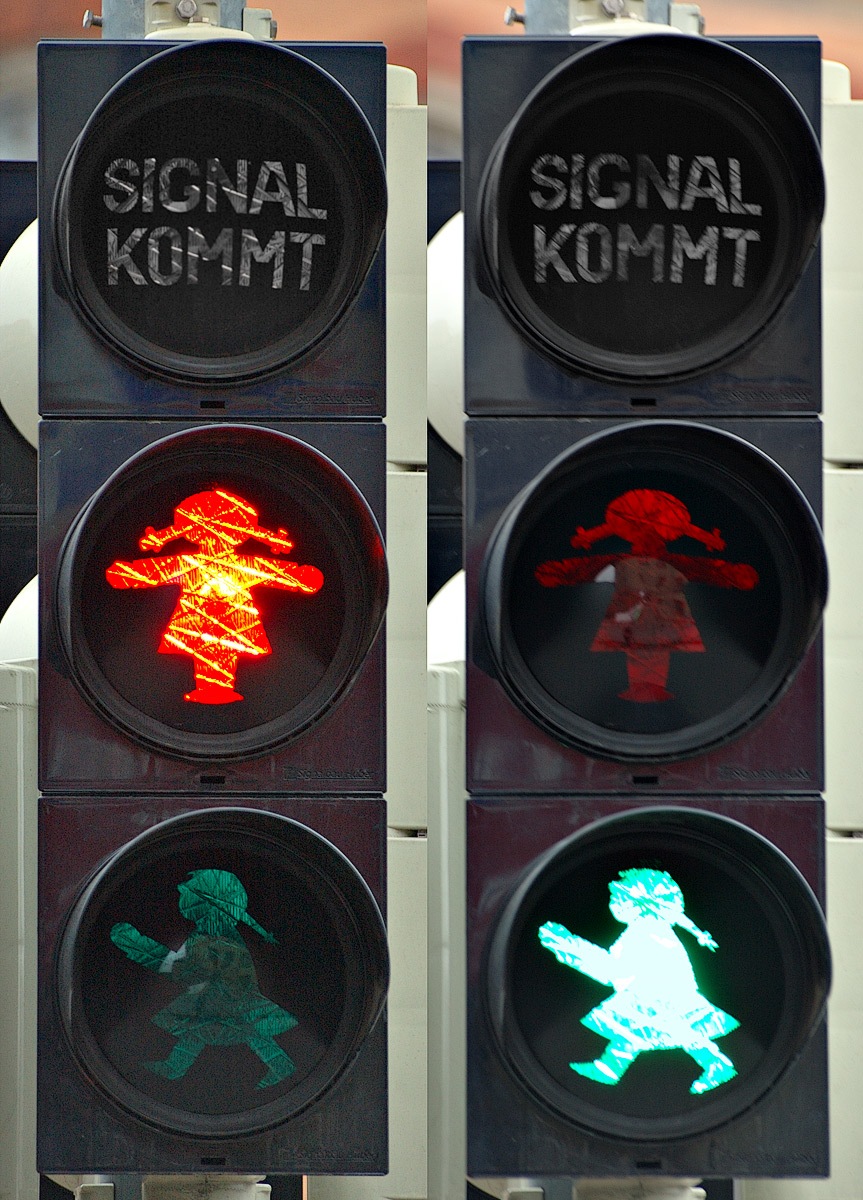
アンペルフラウ（女の子）。信号機自体は統一後のドイツ（旧西ドイツ）の規格品である

アンペルフラウ（独: Ampelfrau, 別名：Ampelweibchen, Ampelmädchen）は、アンペルマンの女の子バージョンとして、東西ドイツ統一後の2004年に登場した。三つ編みの女の子がモチーフになっている。導入されたツヴィッカウ市の交通標識製造会社がデザインしたものである。

## 書籍
アンペルマンブック　高橋徹（郁文堂）©AMPELMANN Berlin ISBN 978-4261073263